# Vol Olympic Airways 3838
 (mars 2025).
Le 14 septembre 1999, le vol Olympic Airways 3838, effectué pour le compte de la Force aérienne grecque, a connu de multiples oscillations alors qu'il survolait le sud de la Roumanie. L'avion, un Dassault Falcon 900 en provenance d'Athènes, en Grèce, se rendait à Bucarest pour la Conférence interbalkanique des ministres des Affaires étrangères et transportait le vice-ministre grec des Affaires étrangères, Giannos Kranidiotis (en).
Lors de la descente à 15 000 pieds (4 600 m), le pilote automatique s'est déconnecté, ce qui a entraîné un dysfonctionnement du compensateur du stabilisateur horizontal. En réponse, le pilote en fonction (PF) a tenté de corriger l'inclinaison de l'avion en utilisant le manche. Cependant, cela a entraîné dix oscillations induites par le pilote (PIO) distinctes, avec des forces g dépassant les facteurs de charge permettant de manœuvrer l'avion. En conséquence, six des 10 passagers à bord, dont Kranidiotis, ont été tués et un passager supplémentaire est décédé trois jours plus tard, des suites de ses blessures.
L'enquête, menée par l'Inspection de l'aviation civile roumaine, a conclu que plusieurs facteurs avaient conduit à cet accident. Alors que l'avion décollait de l'aéroport international d'Hellinikon, les pilotes ont reçu une alerte concernant le système de commande du tangage de l'avion. Les pilotes n'ont pas correctement identifié et évalué la panne et ont utilisé des listes de vérifications inappropriées, conçues uniquement pour la formation des équipages. Alors que l'avion entamait sa descente, le PF a exercé suffisamment de force sur le manche pour désengager le pilote automatique. La force continue exercée sur le manche a conduit au début des oscillations et les passagers, qui ne portaient pas leur ceinture de sécurité au moment des oscillations, ont subi des blessures généralisées.

## Contexte

### Avion
L'aéronef impliqué dans l'accident est un Dassault Falcon 900B âgé de 12 ans et immatriculé SX-ECH (numéro de série 026). Il était propulsé par trois turboréacteurs Honeywell TFE-731. L'appareil était immatriculé auprès de la Force aérienne grecque, mais il était exploité par Olympic Airways le jour de l'accident.

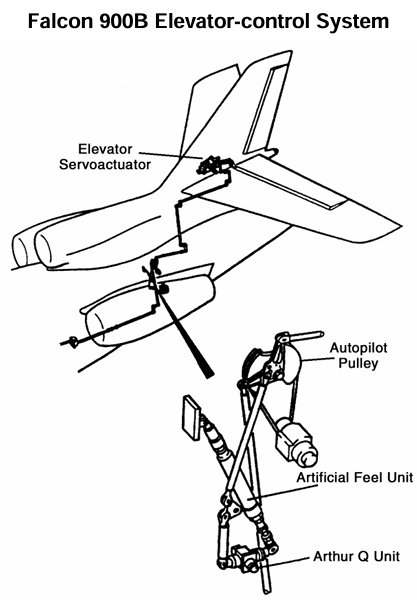
Schéma représentant les gouvernes de profondeur d'un Dassault Falcon 900.

Les commandes de vol principales du Dassault Falcon 900 sont hydrauliques. Les entrées de commande depuis le poste de pilotage passent par une série de tiges et de manivelles, qui provoquent le mouvement des servo-actionneurs dans la gouverne de direction, les gouvernes de profondeur et les ailerons. La sensation artificielle de contrôle sur les commandes de vol est obtenue grâce à l'unité de sensation artificielle (AFU). Une des parties de l'AFU est le système de réglage automatique, connu sous le nom d'unité Arthur Q (unité Arthur), qui ajuste cette sensation artificielle sur le manche en fonction de la position des gouvernes de profondeur et de la vitesse air. À basse vitesse, l'unité Arthur ajuste la sensation artificielle pour nécessiter peu de force pour déplacer le manche et les gouvernes de profondeur, tandis qu'à grande vitesse, l'unité Arthur l'ajuste pour nécessiter une force élevée pour les déplacer. Un autre système, appelé système de tangage Arthur Box (BAP), surveille la différence entre la position de l'actionneur de l'unité Arthur et la position du stabilisateur horizontal. Si la différence entre les deux dépasse un certain seuil, un verrou s'active, un voyant d'alarme « PITCH FEEL » s'allume dans le cockpit et l'unité Arthur revient en position basse vitesse. Le voyant « PITCH FEEL » s'éteint lorsque les becs sont sortis ou lorsque la vitesse est inférieure ou égale à 210 nœuds (390 km/h).

### Passagers et équipage
Il y a deux commandants de bord dans le poste de pilotage. Le commandant de bord et pilote en fonction était Yiannis Androulakis (46 ans). Il totalise 8 239 heures de vol à son actif, dont 270 heures sur Dassault Falcon. Le second commandant de bord et pilote non en fonction (bien qu'agissant en tant que copilote sur ce vol) est Grigoris Sinekoglou (44 ans). Il cumule 7 465 heures de vol, dont seulement 231 heures sur Dassault Falcon. Les deux commandants de bord étaient titulaires d'une licence de pilote de ligne (ATPL) valide et délivrée par l'Autorité de l'aviation civile hellénique (en) (HCAA). De plus, ils avaient beaucoup plus d'expérience et avaient réussi les contrôles de compétence sur le Boeing 737-400.
Outre les deux membres de l'équipage et l'hôtesse de l'air en cabine, l'avion transportait Giannos Kranidiotis (en), le vice-ministre grec des Affaires étrangères. Il était accompagné de son fils de 23 ans, de sa garde personnelle, d'un caméraman et de deux journalistes de l'Ellinikí Radiofonía Tileórasi (ERT), du directeur de cabinet du ministre, d'un journaliste de Vradyni (en), d'un conseiller du ministre, de l'épouse du porte-parole du ministère des Affaires étrangères et d'un ingénieur aéronautique. Tous étaient à bord pour un vol à destination de la Conférence interbalkanique des ministres des Affaires étrangères qui devait se tenir à Bucarest.

## Accident
L'avion devait quitter l'aéroport international d'Hellinikon, à Athènes, à 18 h 00 UTC pour arriver à l'aéroport de Bucarest-Henri-Coandă à 19 h 18, sous le numéro OAL 3838, en utilisant le code OACI et l'indicatif d'appel d'Olympic Airways. Les listes de vérification avant le décollage ont commencé à 16 h 50 et les passagers ont commencé à embarquer à 17 h 45. Le Falcon 900 a ensuite décollé de la piste 33 à 18 h 16 et le pilote automatique a été engagé une minute et 30 secondes plus tard.
Pendant la montée et après la rentrée des volets et des becs, le voyant d'alarme « PITCH FEEL » s'est allumé sur le panneau central du poste de pilotage. Le commandant Androulakis a désengagé le pilote automatique en réponse, a vérifié les forces exercées sur le manche et a réengagé le pilote automatique. Cependant, le voyant est resté allumé pendant le reste de la montée et durant toute la phase de croisière. À 19 h 03, l'avion a commencé sa descente de 40 000 pieds (12 000 m) à 15 000 pieds (4 600 m) avec le pilote automatique engagé en mode « Vertical Speed ». Pendant la descente, la vitesse air est passée de 240 à 332 nœuds (de 440 à 615 km/h). Douze minutes plus tard, le copilote Sinekoglou a demandé au contrôle aérien (ATC) une nouvelle autorisation de descente jusqu'à 5 000 pieds (1 500 m). Cependant, peu après avoir dépassé les 15 000 pieds (4 600 m), le pilote automatique s'est désactivé et le commandant Androulakis a pris le contrôle manuel de l'avion.

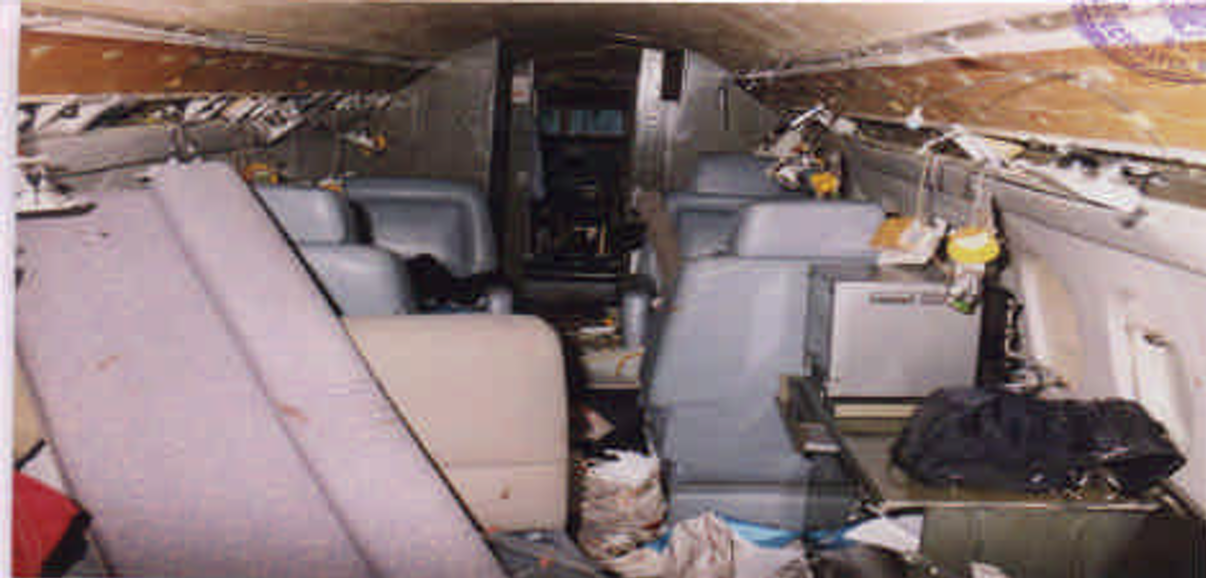
Les dommages dans la cabine du Falcon 900, photographiés après l'accident.

Au cours des 24 secondes suivantes, l'avion a subi dix violentes oscillations au niveau du tangage. Pendant la séquence des oscillations, les forces g subies ont atteint jusqu'à 4,7 g et -3,26 g, ce qui dépasse les limites du facteur de charge du Falcon 900 de 2,6 g et -1 g. Dans la cabine, les passagers sans ceinture de sécurité ont été éjectés de leurs sièges, et les meubles de la cabine tels que les tables et les fauteuils ont été arrachés de leur support. Les collisions avec d'autres objets dans la cabine et le plafond de la cabine ont entraîné des blessures graves et la mort de six personnes, dont Kranidiotis.
Le commandant Androulakis a pu finalement retrouver un vol stabilisé 24 secondes après avoir réduit la puissance des moteurs et être descendu à 13 000 pieds (4 000 m). Le copilote Sinekoglou a déclaré une urgence à l'ATC, déclarant qu'ils avaient des problèmes de contrôle. L'ATC a fourni des vecteurs radar pour une approche à vue et un atterrissage sur la piste 08R de l'aéroport de Bucarest, où il a atterri sans incident à 19 h 33. L'avion a enfin roulé jusqu'au terminal VIP de l'aéroport, où des services d'urgence ont été fournis à ses occupants.

## Enquête

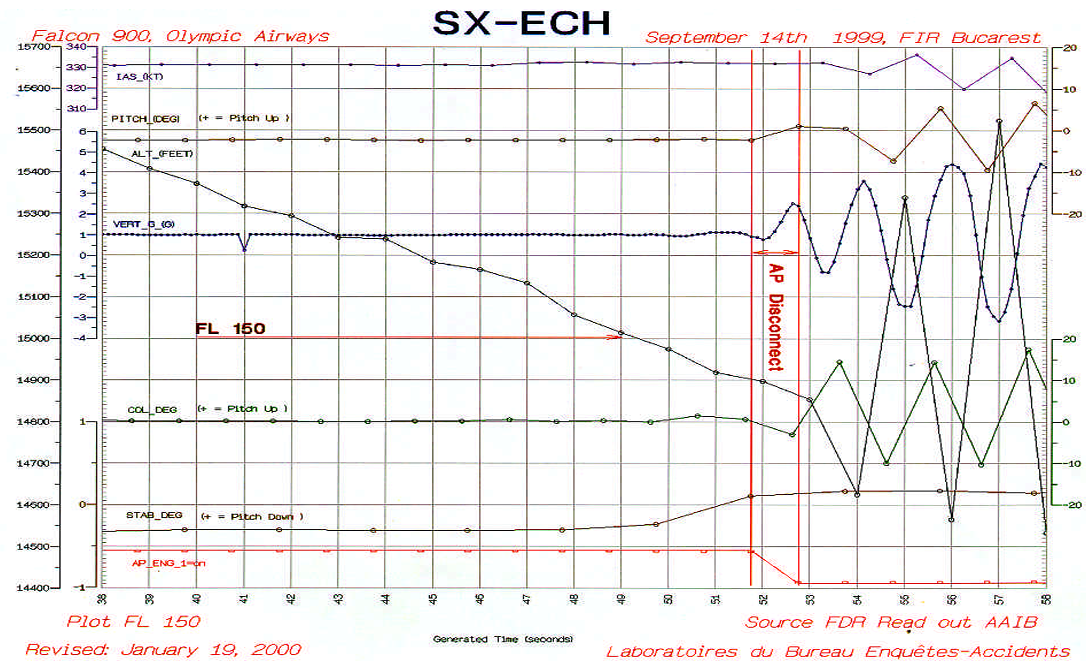
Graphique montrant les données du FDR, au moment de la déconnexion du pilote automatique.

L'enquête sur l'accident a été menée par l'Inspection de l'aviation civile roumaine, l'accident s'étant produit sur le territoire roumain. L'Autorité de l'aviation civile hellénique (en) (HCAA), représentant l'État d'immatriculation du Dassault Falcon (Grèce), le Bureau d'enquêtes et d'analyses pour la sécurité de l'aviation civile (BEA), représentant l'État où l'avion a été fabriqué (France), et le Conseil national de la sécurité des transports (NTSB), représentant l'État où le système de pilotage automatique a été fabriqué (États-Unis), ont également apporté leur contribution à l'enquête. De plus, des représentants de Dassault Aviation, Honeywell et Olympic Airways ont fourni une assistance technique aux enquêteurs.

### Rapport final
Dans son rapport final, l'Inspection de l'aviation civile roumaine a déterminé quatre facteurs principaux qui ont conduit à l'accident mortel :
- l'évaluation inadéquate des risques de dysfonctionnement du voyant « PITCH FEEL » ;
- l'utilisation excessive de la commande A/P pour le contrôle du tangage par l'équipage ;
- des entrées inappropriées sur le manche, à grande vitesse et avec l'unité Arthur défaillante en mode « basse vitesse », entraînant plusieurs PIO ;
- les ceintures de sécurité non attachées pendant toute la phase d'approche.

## Conséquences
En juin 2002, le commandant Androulakis a été reconnu coupable d'homicide involontaire par le tribunal correctionnel d'Athènes et condamné à cinq ans de prison. Deux ans plus tard, la cour d'appel d'Athènes a réduit sa peine de 25 mois et l'a condamné à 35 mois avec sursis, bien qu'elle l'ait reconnu coupable de sept chefs d'accusation d'homicide involontaire et de deux chefs d'accusation de coups et blessures. Elle a déclaré qu'il n'avait pas allumé le signal d'attache de la ceinture de sécurité et qu'il n'en avait pas fait suffisamment pour éviter les graves blessures des passagers.